# Софиевка (Александровский район)
Софиевка (укр. Софіївка) — село в Александровской поселковой общине Краматорского района Донецкой области Украины.

## Общие сведения
Население по переписи 2001 года составляло 287 человек. Почтовый индекс — 84000. Телефонный код — 6269.